# Tornei di tennis femminili nel 1940
Prima della nascita del WTA Tour, ossia l'apertura alle tenniste professioniste dei tornei che prima di quell'anno erano riservati alle tenniste dilettanti, tutti gli eventi più importanti erano amatoriali, tra questi c'erano i tornei del Grande Slam. A causa della seconda guerra mondiale la maggior parte dei tornei furono cancellati, gli altri si disputarono lontano dagli scenari bellici: tra questi c'erano lo U.S. National Championships e gli Australian Championships unici tornei dello Slam disputati durante la guerra.

## Gennaio
| Settimana  | Torneo                                                                         | Vincitore                         | Finalista                                   | Semifinalisti | Eliminati ai quarti |
| ---------- | ------------------------------------------------------------------------------ | --------------------------------- | ------------------------------------------- | ------------- | ------------------- |
| gennaio    | Victorian Championships 1940 Melbourne, Australia Singolare - Doppio           | Nancy Wynne 7-5 2-6 6-3           | Thelma Coyne                                |               |                     |
| gennaio    | Victorian Championships 1940 Melbourne, Australia Singolare - Doppio           |                                   |                                             |               |                     |
| gennaio    | South Australian Championships 1940 Adelaide, Australia Singolare - Doppio     | Nell Hopman 6-4 6-8 6-2           | Thelma Coyne                                |               |                     |
| gennaio    | South Australian Championships 1940 Adelaide, Australia Singolare - Doppio     | Thelma Coyne Nell Hopman          |                                             |               |                     |
| 14 gennaio | Florida State Championships 1940 Orlando, USA Singolare - Doppio               | Pauline Betz 6-2 7-9 6-4          | Mary Hardwick                               |               |                     |
| 14 gennaio | Florida State Championships 1940 Orlando, USA Singolare - Doppio               | Valerie Scott Nina Brown 6-3 6-4  | Pauline Betz Jane Stanton                   |               |                     |
| 15 gennaio | Palm Springs Invitation 1940 Palm Springs, USA Singolare - Doppio              | Helen Bernhard 6-3 6-4            | Dorothy Bundy Cheney                        |               |                     |
| 15 gennaio | Palm Springs Invitation 1940 Palm Springs, USA Singolare - Doppio              | Mary Arnold Betty Nuthall 8-6 7-5 | Catherine Malcolm Marjorie Lauderbach Blair |               |                     |
| 21 gennaio | Florida West Coast Championships 1940 Saint Petersburg, USA Singolare - Doppio | Pauline Betz 8-6 6-3              | Mary Hardwick                               |               |                     |
| 21 gennaio | Florida West Coast Championships 1940 Saint Petersburg, USA Singolare - Doppio | Valerie Scott Nina Brown 6-2 6-3  | Pauline Betz Jane Stanton                   |               |                     |
| 29 gennaio | Australian Championships 1940 Sydney, Australia Erba Singolare - Doppio        | Nancy Wynne 5-7, 6-4, 6-0         | Thelma Coyne                                |               |                     |
| 29 gennaio | Australian Championships 1940 Sydney, Australia Erba Singolare - Doppio        | Thelma Coyne Nancy Wynne 7-5, 6-2 | Joan Hartigan Emily Niemeyer                |               |                     |

## Febbraio
| Settimana   | Torneo                                                                                     | Vincitore                                        | Finalista                  | Semifinalisti | Eliminati ai quarti |
| ----------- | ------------------------------------------------------------------------------------------ | ------------------------------------------------ | -------------------------- | ------------- | ------------------- |
| febbraio    | Northern California Indoor Championships 1940 San Francisco, USA Indoor Singolare - Doppio | Virginia Wolfenden Kovacs 6-2 6-4                | Patricia Todd              |               |                     |
| febbraio    | Northern California Indoor Championships 1940 San Francisco, USA Indoor Singolare - Doppio |                                                  |                            |               |                     |
| febbraio    | South Florida Championships 1940 West Palm Beach, USA Singolare - Doppio                   | Mary Hardwick 6-1 6-3                            | Sarah Palfrey Fabyan       |               |                     |
| febbraio    | South Florida Championships 1940 West Palm Beach, USA Singolare - Doppio                   |                                                  |                            |               |                     |
| 11 febbraio | Roney Plaza Invitational 1940 Miami Beach, USA Singolare - Doppio                          | Pauline Betz 7-5 6-4                             | Sarah Palfrey              |               |                     |
| 11 febbraio | Roney Plaza Invitational 1940 Miami Beach, USA Singolare - Doppio                          |                                                  |                            |               |                     |
| 11 febbraio | Roney Plaza Invitational 1940 Miami Beach, USA Singolare - Doppio                          | Doppio misto: Mary Hardwick Charles Hare 6-3 6-2 | Doris Hart John Mahoney    |               |                     |
| 18 febbraio | South Atlantic Championships 1940 Daytona Beach, USA Singolare - Doppio                    | Sarah Palfrey 8-6 7-5                            | Pauline Betz               |               |                     |
| 18 febbraio | South Atlantic Championships 1940 Daytona Beach, USA Singolare - Doppio                    | Mary Hardwick Valerie Scott 6-4 3-6 6-2          | Pauline Betz Sarah Palfrey |               |                     |

## Marzo
| Settimana | Torneo                                                                                    | Vincitore                                        | Finalista                     | Semifinalisti | Eliminati ai quarti |
| --------- | ----------------------------------------------------------------------------------------- | ------------------------------------------------ | ----------------------------- | ------------- | ------------------- |
| marzo     | New England Indoors 1940 Longwood, USA Indoor Singolare - Doppio                          | Kay Winthrop                                     | Marjorie Sachs                |               |                     |
| marzo     | New England Indoors 1940 Longwood, USA Indoor Singolare - Doppio                          |                                                  |                               |               |                     |
| marzo     | Danish Covered Court Championships 1940 Copenaghen, Danimarca Indoor Singolare - Doppio   | Hilde Sperling                                   | Else Hollis                   |               |                     |
| marzo     | Danish Covered Court Championships 1940 Copenaghen, Danimarca Indoor Singolare - Doppio   |                                                  |                               |               |                     |
| marzo     | Egyptian International Cairo Championships 1940 Cairo, Egitto Singolare - Doppio          | Georgeina Greiss                                 |                               |               |                     |
| marzo     | Egyptian International Cairo Championships 1940 Cairo, Egitto Singolare - Doppio          |                                                  |                               |               |                     |
| marzo     | South African Championships 1940 Johannesburg, Sudafrica Singolare - Doppio               | Olive Craze                                      | Sheila Piercey Summers        |               |                     |
| marzo     | South African Championships 1940 Johannesburg, Sudafrica Singolare - Doppio               |                                                  |                               |               |                     |
| 2 marzo   | US Indoors 1940 New York, USA Indoor Singolare - Doppio                                   | Sarah Palfrey 6-4 1-6 7-5                        | Pauline Betz                  |               |                     |
| 2 marzo   | US Indoors 1940 New York, USA Indoor Singolare - Doppio                                   | Norma Taubele Barber Gracyn Wheeler 7-5 6-4      | Pat Cumming Louise Raymond    |               |                     |
| 16 marzo  | Bermuda International Championships 1940 Hamilton, Bermuda Singolare - Doppio             | Sarah Palfrey 6-2 6-4                            | Pauline Betz                  |               |                     |
| 16 marzo  | Bermuda International Championships 1940 Hamilton, Bermuda Singolare - Doppio             | Pauline Betz Sarah Palfrey 6-3 6-2               | Helen Pedersen Gracyn Wheeler |               |                     |
| 16 marzo  | Bermuda International Championships 1940 Hamilton, Bermuda Singolare - Doppio             | Doppio misto: Sarah Palfrey Elwood Cooke         | Pauline Betz Hank Prusoff     |               |                     |
| 17 marzo  | Coral Beach Club Invitation 1940 Coral Beach, Bermuda Singolare - Doppio                  | Gracyn Wheeler 10-8 6-3                          | Sarah Palfrey                 |               |                     |
| 17 marzo  | Coral Beach Club Invitation 1940 Coral Beach, Bermuda Singolare - Doppio                  |                                                  |                               |               |                     |
| 17 marzo  | Coral Beach Club Invitation 1940 Coral Beach, Bermuda Singolare - Doppio                  | Doppio misto: Sarah Palfrey Elwood Cooke 7-5 6-1 | Helen Pedersen Frank Shields  |               |                     |
| 24 marzo  | South Rhodesia Championships 1940 Bulawayo, Rhodesia Meridionale Singolare - Doppio       | L. Franklin 6-3 6-1                              | D. Gumpartz                   |               |                     |
| 24 marzo  | South Rhodesia Championships 1940 Bulawayo, Rhodesia Meridionale Singolare - Doppio       | L. Franklin Pat Parr                             | D. Gumpartz Pithey            |               |                     |
| 24 marzo  | Australian Hard Court Championships 1940 Hobart, Australia Terra rossa Singolare - Doppio | Nell Hopman 6-4 3-6 6-1                          | Thelma Coyne                  |               |                     |
| 24 marzo  | Australian Hard Court Championships 1940 Hobart, Australia Terra rossa Singolare - Doppio | Thelma Coyne Nell Hopman                         | Vivienne Berg Connie Coate    |               |                     |

## Aprile
| Settimana | Torneo                                                                    | Vincitore                                               | Finalista                    | Semifinalisti | Eliminati ai quarti |
| --------- | ------------------------------------------------------------------------- | ------------------------------------------------------- | ---------------------------- | ------------- | ------------------- |
| 27 aprile | Queensland Championships 1940 Brisbane, Australia Erba Singolare - Doppio | Mary Hardcastle 4-6 6-2 6-2                             | Emily Westacott              |               |                     |
| 27 aprile | Queensland Championships 1940 Brisbane, Australia Erba Singolare - Doppio |                                                         |                              |               |                     |
| 27 aprile | Queensland Championships 1940 Brisbane, Australia Erba Singolare - Doppio | Doppio misto: Emily Westacott Jack Crawford 6-2 2-6 8-6 | Mary Hardcastle Adrian Quist |               |                     |

## Maggio
| Settimana | Torneo                                                                 | Vincitore                                              | Finalista                              | Semifinalisti | Eliminati ai quarti |
| --------- | ---------------------------------------------------------------------- | ------------------------------------------------------ | -------------------------------------- | ------------- | ------------------- |
| 19 maggio | California State Championships 1940 Berkeley, USA Singolare - Doppio   | Pauline Betz 6-3 7-5                                   | Margaret Osborne                       |               |                     |
| 19 maggio | California State Championships 1940 Berkeley, USA Singolare - Doppio   | Pauline Betz Jane Stanton 4-6 8-6 6-2                  | Margaret Osborne Patsy McCoy Brown     |               |                     |
| 19 maggio | California State Championships 1940 Berkeley, USA Singolare - Doppio   | Doppio misto: Pauline Betz Ronald Edwards 6-0 5-7 6-4  | Jane Stanton Phil Hanna                |               |                     |
| 19 maggio | Long Beach Invitation 1940 Long Beach, USA Erba Singolare - Doppio     | Mary Arnold Prentiss 6-2 6-3                           | Helen Bernhard                         |               |                     |
| 19 maggio | Long Beach Invitation 1940 Long Beach, USA Erba Singolare - Doppio     |                                                        |                                        |               |                     |
| 20 maggio | Atlanta Invitation 1940 Atlanta, USA Singolare - Doppio                | Alice Marble 6-3 6-3                                   | Virginia Wolfenden Kovacs              |               |                     |
| 20 maggio | Atlanta Invitation 1940 Atlanta, USA Singolare - Doppio                |                                                        |                                        |               |                     |
| 20 maggio | Atlanta Invitation 1940 Atlanta, USA Singolare - Doppio                | Doppio misto: Alice Marble Russell Bobbitt 2-6 6-8 6-2 | Virginia Wolfenden Kovacs Charles Hare |               |                     |
| 25 maggio | Connecticut State Championships 1940 New Haven, USA Singolare - Doppio | Gracyn Wheeler 7-5 7-5                                 | Louise Raymond                         |               |                     |
| 25 maggio | Connecticut State Championships 1940 New Haven, USA Singolare - Doppio | Gracyn Wheeler Helen Pedersen 6-4 6-3                  | Emily Lincoln Plooy Morrill            |               |                     |
| 25 maggio | Connecticut State Championships 1940 New Haven, USA Singolare - Doppio | Doppio misto: Gracyn Wheeler John Mahoney 2-6 6-4 6-2  | Louise Raymond Frank Froehling         |               |                     |

## Giugno
| Settimana | Torneo                                                                                       | Vincitore                                                        | Finalista                              | Semifinalisti | Eliminati ai quarti |
| --------- | -------------------------------------------------------------------------------------------- | ---------------------------------------------------------------- | -------------------------------------- | ------------- | ------------------- |
| giugno    | Heart of America Championships 1940 Kansas City, USA Singolare - Doppio                      | Virginia Wolfenden Kovacs 6-0 6-2                                | Mary Hardwick                          |               |                     |
| giugno    | Heart of America Championships 1940 Kansas City, USA Singolare - Doppio                      | Virginia Wolfenden Kovacs Pat Canning 6-3 6-2                    | Mary Hardwick Nina Brown               |               |                     |
| giugno    | San Francisco City Championships 1940 San Francisco, USA Singolare - Doppio                  | Margaret Osborne                                                 | Evelyn Peyre                           |               |                     |
| giugno    | San Francisco City Championships 1940 San Francisco, USA Singolare - Doppio                  |                                                                  |                                        |               |                     |
| giugno    | Danish Hard Court Championships 1940 Copenaghen, Danimarca Singolare - Doppio                | Hilde Sperling                                                   |                                        |               |                     |
| giugno    | Danish Hard Court Championships 1940 Copenaghen, Danimarca Singolare - Doppio                |                                                                  |                                        |               |                     |
| 2 giugno  | Southern California Championships 1940 Los Angeles, USA Singolare - Doppio                   | Pauline Betz 6-0 6-2                                             | Mary Arnold Prentiss                   |               |                     |
| 2 giugno  | Southern California Championships 1940 Los Angeles, USA Singolare - Doppio                   | Dorothy Bundy Marianne Hunt Alden 7-5 6-1                        | Esther Bartosch Ruby Bishop Bixler     |               |                     |
| 2 giugno  | River Plate Championships 1940 Buenos Aires, Argentina Singolare - Doppio                    | Felissa Piedrola 6-2 7-5                                         | Maria Teran de Weiss                   |               |                     |
| 2 giugno  | River Plate Championships 1940 Buenos Aires, Argentina Singolare - Doppio                    | Analia Obarrio de Aguirre Delia Balli de Caimi Garmendia 6-0 6-2 | Magdalena Fitting Maria Teran de Weiss |               |                     |
| 2 giugno  | River Plate Championships 1940 Buenos Aires, Argentina Singolare - Doppio                    | Doppio misto: Magdalena Fitting Adriano Zappa 6-0 6-2            | Maria Teran de Weiss Alcides Procopio  |               |                     |
| 11 giugno | New England Championships 1940 Hartford, USA Singolare - Doppio                              | Gracyn Wheeler 7-5 6-4                                           | Marta Andrade                          |               |                     |
| 11 giugno | New England Championships 1940 Hartford, USA Singolare - Doppio                              | Gracyn Wheeler Helen Pedersen 10-8 3-6 6-0                       | Marta Andrade Millicent Hirsch         |               |                     |
| 15 giugno | Triple A Championships 1940 St. Louis, USA Singolare - Doppio                                | Virginia Wolfenden Kovacs 2-6 6-0 6-1                            | Mary Hardwick                          |               |                     |
| 15 giugno | Triple A Championships 1940 St. Louis, USA Singolare - Doppio                                | Mary Hardwick Nina Brown 6-3 7-5                                 | Virginia Wolfenden Patricia Canning    |               |                     |
| 16 giugno | Southern Championships 1940 Charlotte, USA Singolare - Doppio                                | Doris Hart 9-7 6-3                                               | Nellie Sheer                           |               |                     |
| 16 giugno | Southern Championships 1940 Charlotte, USA Singolare - Doppio                                | Marta Barnett Andrade Catherine Sample 6-0 8-6                   | Evangeline McLennan Sara Comer         |               |                     |
| 16 giugno | Southern Championships 1940 Charlotte, USA Singolare - Doppio                                | Doppio misto: Marta Barnett Andrade Archie Henderson 6-2 6-0     | Sara Comer George Parks                |               |                     |
| 17 giugno | Philadelphia & Eastern States Grass Courts Championships 1940 Merion, USA Singolare - Doppio | Helen Jacobs 6-1 6-2                                             | Eunice Dean                            |               |                     |
| 17 giugno | Philadelphia & Eastern States Grass Courts Championships 1940 Merion, USA Singolare - Doppio | Dorothy Andrus Sylvia Jung Henrotin 6-2 6-3                      | Helen Jacobs Anne Page                 |               |                     |
| 21 giugno | US Clay Court Championships 1940 River Forest, USA Terra rossa Singolare - Doppio            | Alice Marble 7-5 6-0                                             | Gracyn Wheeler                         |               |                     |
| 21 giugno | US Clay Court Championships 1940 River Forest, USA Terra rossa Singolare - Doppio            | Alice Marble Mary Arnold 7-5 6-1                                 | Ruth Mary Hardwick Nina Brown          |               |                     |
| 30 giugno | Hotel del Coronado Invitation 1940 San Diego, USA Singolare - Doppio                         | Dorothy Bundy Cheney 3-6 6-1 6-4                                 | Louise Brough                          |               |                     |
| 30 giugno | Hotel del Coronado Invitation 1940 San Diego, USA Singolare - Doppio                         |                                                                  |                                        |               |                     |
| 30 giugno | Tri-State Championships 1940 Cincinnati, USA Singolare - Doppio                              | Alice Marble 6-3 6-4                                             | Gracyn Wheeler                         |               |                     |
| 30 giugno | Tri-State Championships 1940 Cincinnati, USA Singolare - Doppio                              | Alice Marble Mary Arnold Prentiss 7-5, 6-4                       | Mary Hardwick Nina Brown               |               |                     |

## Luglio
| Settimana | Torneo                                                                                  | Vincitore                                           | Finalista                              | Semifinalisti | Eliminati ai quarti |
| --------- | --------------------------------------------------------------------------------------- | --------------------------------------------------- | -------------------------------------- | ------------- | ------------------- |
| 12 luglio | Canadian Championships 1940 Toronto, Canada Singolare - Doppio                          | Eleanor Young 7-5, 7-5                              | Jean Milne                             |               |                     |
| 12 luglio | Canadian Championships 1940 Toronto, Canada Singolare - Doppio                          | Eleanor Young Jean Milne 6-3, 6-2                   | Rene Bolte Francoise Lacasse           |               |                     |
| 14 luglio | Middle States Grass Court Championships 1940 Filadelfia, USA Singolare - Doppio         | Helen Bernhard 7-5 8-6                              | Helen Jacobs                           |               |                     |
| 14 luglio | Middle States Grass Court Championships 1940 Filadelfia, USA Singolare - Doppio         | Helen Jacobs Helen Pedersen 6-2 6-2                 | Doris Hart Nellie Sheer                |               |                     |
| 15 luglio | Western Championships 1940 Indianapolis, USA Singolare - Doppio                         | Alice Marble 6-2 8-6                                | Virginia Wolfenden Kovacs              |               |                     |
| 15 luglio | Western Championships 1940 Indianapolis, USA Singolare - Doppio                         |                                                     |                                        |               |                     |
| 15 luglio | Western Championships 1940 Indianapolis, USA Singolare - Doppio                         | Doppio misto: Alice Marble Bobby Riggs 11-9 3-6 6-1 | Virginia Wolfenden Kovacs Bill Talbert |               |                     |
| 21 luglio | Maryland State Championships 1940 Baltimora, USA Singolare - Doppio                     | Alice Marble 4-6 6-4 6-0                            | Pauline Betz                           |               |                     |
| 21 luglio | Maryland State Championships 1940 Baltimora, USA Singolare - Doppio                     | Alice Marble Mary Arnold 7-5 6-4                    | Mary Hardwick Valerie Scott            |               |                     |
| 28 luglio | Western Canada Grass Court Championships 1940 Vancouver, Canada Erba Singolare - Doppio | Eleanor Young 8-6 5-7 6-1                           | Helen Gurley                           |               |                     |
| 28 luglio | Western Canada Grass Court Championships 1940 Vancouver, Canada Erba Singolare - Doppio |                                                     |                                        |               |                     |

## Agosto
| Settimana | Torneo                                                             | Vincitore                                | Finalista                       | Semifinalisti | Eliminati ai quarti |
| --------- | ------------------------------------------------------------------ | ---------------------------------------- | ------------------------------- | ------------- | ------------------- |
| agosto?   | Oregon State Championships 1940 Portland, USA Singolare - Doppio   | Dorothy Knode-Head 6-4 4-6 6-2           | Helen Gurley                    |               |                     |
| agosto?   | Oregon State Championships 1940 Portland, USA Singolare - Doppio   | Dorothy Knode-Head Helen Gurley 6-0 6-0  | Golda Meyer Gross Betty Willman |               |                     |
| 11 agosto | Eastern Grass Court Championships 1940 Rye, USA Singolare - Doppio | Alice Marble 6-1, 6-0                    | Helen Jacobs                    |               |                     |
| 11 agosto | Eastern Grass Court Championships 1940 Rye, USA Singolare - Doppio | Alice Marble Sarah Palfrey 6-4 6-3       | Mary Hardwick Valerie Scott     |               |                     |
| 17 agosto | Essex County Championships 1940 Manchester, USA Singolare - Doppio | Alice Marble 6-2 6-2                     | Pauline Betz                    |               |                     |
| 17 agosto | Essex County Championships 1940 Manchester, USA Singolare - Doppio | Alice Marble Sarah Palfrey 10-12 8-6 6-3 | Mary Hardwick Valerie Scott     |               |                     |

## Settembre
| Settimana    | Torneo                                                                           | Vincitore                                                  | Finalista                             | Semifinalisti | Eliminati ai quarti |
| ------------ | -------------------------------------------------------------------------------- | ---------------------------------------------------------- | ------------------------------------- | ------------- | ------------------- |
| settembre    | Southern Transvaal Championships 1940 Johannesburg, Sudafrica Singolare - Doppio | Sheila Piercey Summers 6-4 6-4                             | Bonnie Fick                           |               |                     |
| settembre    | Southern Transvaal Championships 1940 Johannesburg, Sudafrica Singolare - Doppio | Sheila Piercey Summers Doreen Abington 6-3 7-5             | Bonnie Fick Joy Wood                  |               |                     |
| settembre    | Southern Transvaal Championships 1940 Johannesburg, Sudafrica Singolare - Doppio | Doppio misto: Sheila Piercey Summers Eric Sturgess 8-6 6-2 | Farquharson Norman Farquharson        |               |                     |
| 9 settembre  | U.S. National Championships 1940 New York, USA Erba Singolare - Doppio           | Alice Marble 6-2, 6-3                                      | Helen Jacobs                          |               |                     |
| 9 settembre  | U.S. National Championships 1940 New York, USA Erba Singolare - Doppio           | Alice Marble Sarah Palfrey 6-4, 6-3                        | Dorothy Bundy Cheney Marjorie Van Ryn |               |                     |
| 22 settembre | Pacific Southwest Championships 1940 Los Angeles, USA Singolare - Doppio         | Dorothy Bundy Cheney 6-3 6-3                               | Valerie Scott                         |               |                     |
| 22 settembre | Pacific Southwest Championships 1940 Los Angeles, USA Singolare - Doppio         | Sarah Palfrey Gracyn Wheeler Kelleher 7-5 6-4              | Margaret Osborne Barbara Bradley      |               |                     |
| 22 settembre | Pacific Southwest Championships 1940 Los Angeles, USA Singolare - Doppio         | Doppio misto: Dorothy Bundy Cheney Jack Kramer 7-5 2-6 6-1 | Valerie Scott Robert Peacock          |               |                     |

## Ottobre
| Settimana  | Torneo                                                                                  | Vincitore                                                       | Finalista                    | Semifinalisti | Eliminati ai quarti |
| ---------- | --------------------------------------------------------------------------------------- | --------------------------------------------------------------- | ---------------------------- | ------------- | ------------------- |
| ottobre    | Sydney Metropolitan Grass Court Championships 1940 Sydney, Australia Singolare - Doppio | Thelma Coyne 6-0 6-1                                            | Dorothy Jenkins              |               |                     |
| ottobre    | Sydney Metropolitan Grass Court Championships 1940 Sydney, Australia Singolare - Doppio |                                                                 |                              |               |                     |
| 7 ottobre  | Pacific Coast Championships 1940 Berkeley, USA Cemento Singolare - Doppio               | Virginia Wolfenden Kovacs 6-4 6-2                               | Helen Jacobs                 |               |                     |
| 7 ottobre  | Pacific Coast Championships 1940 Berkeley, USA Cemento Singolare - Doppio               | Mary Hardwick Margaret Osborne 6-4 6-4                          | Gracyn Wheeler Jacque Nelson |               |                     |
| 7 ottobre  | Pacific Coast Championships 1940 Berkeley, USA Cemento Singolare - Doppio               | Doppio misto: Virginia Wolfenden Kovacs Jack Kramer 5-7 6-3 6-4 | Valerie Scott Bobby Riggs    |               |                     |
| 27 ottobre | Philippines International Championships 1940 Manila, Filippine Singolare - Doppio       | Liberty Solisa 7-5 7-9 6-4                                      | Estrella Alburo              |               |                     |
| 27 ottobre | Philippines International Championships 1940 Manila, Filippine Singolare - Doppio       |                                                                 |                              |               |                     |

## Novembre
| Settimana  | Torneo                                                                                | Vincitore                                            | Finalista                        | Semifinalisti | Eliminati ai quarti |
| ---------- | ------------------------------------------------------------------------------------- | ---------------------------------------------------- | -------------------------------- | ------------- | ------------------- |
| novembre   | Argentina International Championships 1940 Buenos Aires, Argentina Singolare - Doppio | Dorothy Bundy Cheney 6-1 4-6 6-3                     | Sarah Palfrey                    |               |                     |
| novembre   | Argentina International Championships 1940 Buenos Aires, Argentina Singolare - Doppio | Dorothy Bundy Cheney Sarah Palfrey 6-0 6-2           | Jane Stanton Felissa Piedrola    |               |                     |
| novembre   | Argentina International Championships 1940 Buenos Aires, Argentina Singolare - Doppio | Doppio misto: Sarah Palfrey Elwood Cooke 3-6 6-2 9-7 | Dorothy Bundy Cheney Don McNeill |               |                     |
| 2 novembre | Cumberland Championships 1940 Cumberland, Australia Singolare - Doppio                | Thelma Coyne 9-7 6-3                                 | Alison Hattersley                |               |                     |
| 2 novembre | Cumberland Championships 1940 Cumberland, Australia Singolare - Doppio                |                                                      |                                  |               |                     |

## Dicembre
| Settimana   | Torneo                                                                          | Vincitore                                              | Finalista                        | Semifinalisti | Eliminati ai quarti |
| ----------- | ------------------------------------------------------------------------------- | ------------------------------------------------------ | -------------------------------- | ------------- | ------------------- |
| 1º dicembre | Uruguay International Championships 1940 Montevideo, Uruguay Singolare - Doppio | Dorothy Bundy Cheney 6-4 7-9 6-3                       | Sarah Palfrey                    |               |                     |
| 1º dicembre | Uruguay International Championships 1940 Montevideo, Uruguay Singolare - Doppio | Sarah Palfrey Cooke Dorothy Bundy Cheney 6-1 6-2       | Jane Stanton Beatriz Edwards     |               |                     |
| 1º dicembre | Uruguay International Championships 1940 Montevideo, Uruguay Singolare - Doppio | Doppio misto: Dorothy Bundy Cheney Don McNeill 6-3 6-4 | Sarah Palfrey Cooke Elwood Cooke |               |                     |
| 20 dicembre | Dutch Championships 1940 Scheveningen, Paesi Bassi Singolare - Doppio           | Madzy Rollin Conquerque 7-5 6-3                        | A. Kerckhoff                     |               |                     |
| 20 dicembre | Dutch Championships 1940 Scheveningen, Paesi Bassi Singolare - Doppio           |                                                        |                                  |               |                     |